# Brunfelsia

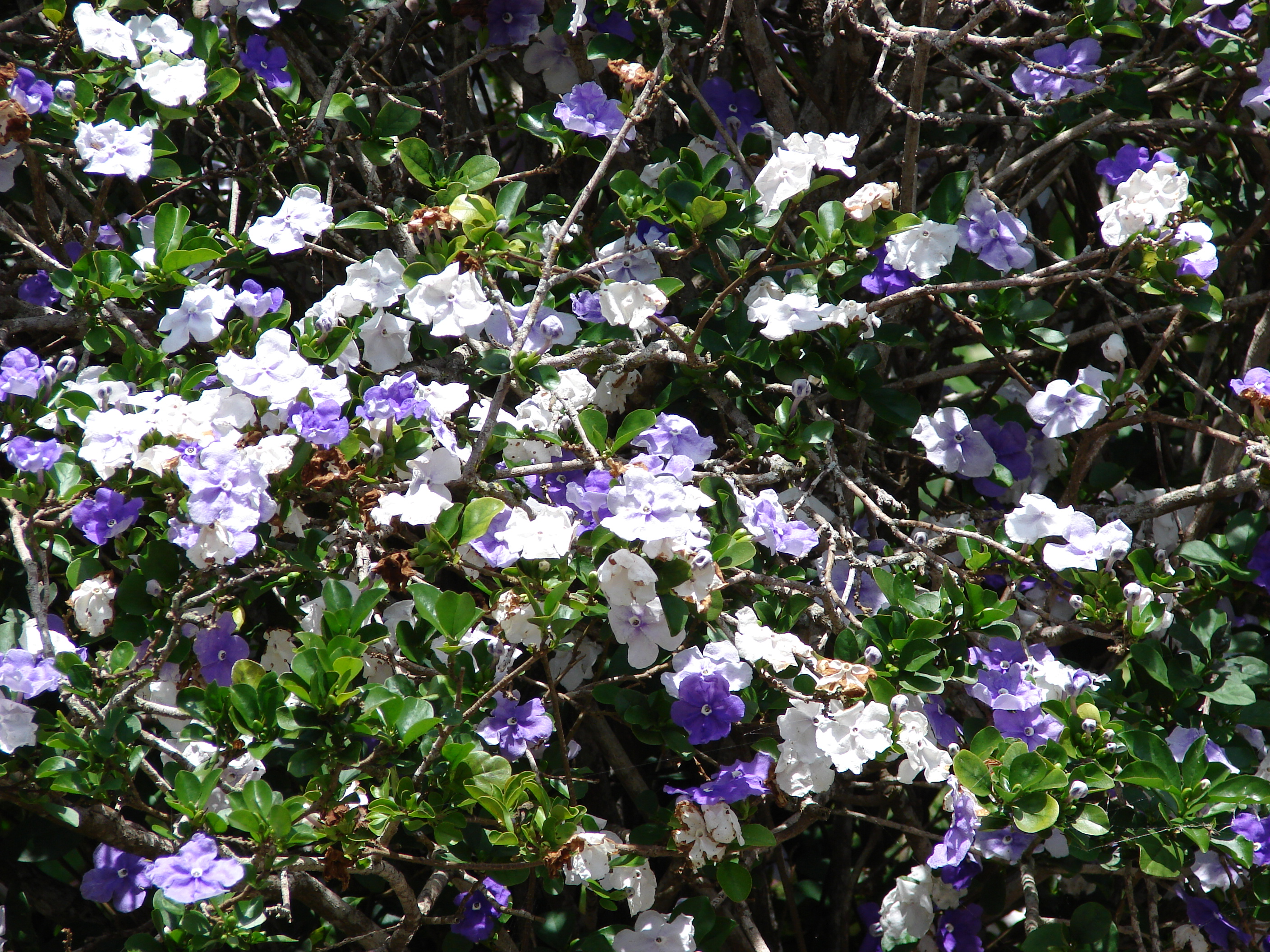
Brunfelsia australis

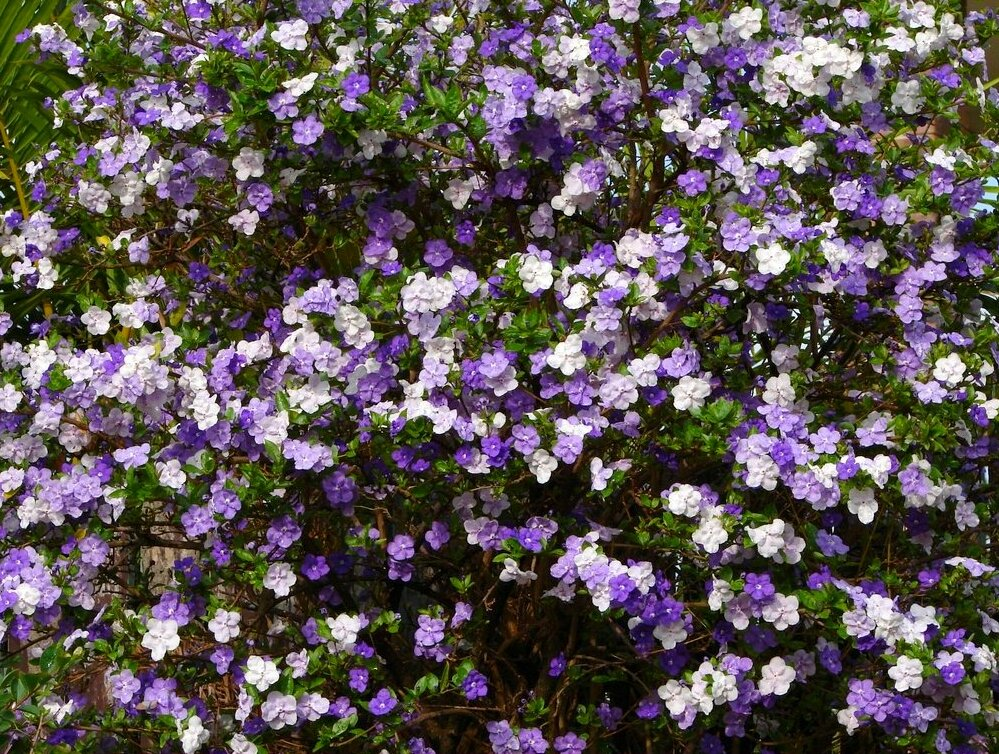
Brunfelsia bonodora

Brunfelsia (Brunfelsia L.) – rodzaj roślin z rodziny psiankowatych. Obejmuje 46–49 gatunków. Rośliny te naturalnie występują głównie w Ameryce Środkowej i Południowej, na północy sięgając po Kubę i Panamę, a na południu po północną Argentynę. Jako introdukowane rosną także w równikowej Afryce Wschodniej.
Niektóre gatunki są popularnie uprawiane w krajach klimatu ciepłego jako rośliny ozdobne, w klimacie umiarkowanym jako rośliny szklarniowe i doniczkowe. Walorem ozdobnym są kwiaty zmieniające kolor w czasie kwitnienia z białego na żółty i z fioletowego na biały. Dzieje się tak z powodu zmieniającej się ich kwasowości. Kwiaty także efektownie pachną w nocy. Jako rośliny ozdobne najczęściej uprawiane są brunfelsia amerykańska B. americana, B. australis i brunfelsja skąpokwiatowa B. pauciflora. Część przedstawicieli rodzaju wykorzystywana jest także ze względu na właściwości lecznicze, halucynogenne i toksyczne. Halucynogenem wykorzystywanym w Amazonii jest B. grandiflora. Południowoamerykański gatunek B. uniflora wykorzystywany jest w leczeniu kiły. Trujące alkaloidy zawarte są zwłaszcza w mięsistych owocach, którymi często trują się psy.

## Morfologia
PokrójZimozielone krzewy i niewielkie drzewa.
LiścieSkrętoległe, pojedyncze, często nieco skórzaste, całobrzegie, nagie lub owłosione, z włoskami pojedynczymi, ew. rzadko rozgałęzionymi.
KwiatyZebrane w szczytowych wierzchotkach, gęstych lub luźnych, czasem zredukowanych do pojedynczych kwiatów. Kielich jest rurkowaty lub dzwonkowaty, promienisty lub słabo grzbiecisty – wolne końce działek są podobnej wielkości. Korona kwiatu w dolnej części tworzy rurkę ze zrośniętych płatków, których końce są szeroko rozpostarte i wyraźnie grzbieciste – mają nierówną wielkość. Pręciki cztery, dwusilne – górne dwa osadzone są na długich nitkach i czasem wystają z rurki korony. Dolne dwa są krótsze. Zalążnia jajowata do stożkowatej, powstaje z dwóch owocolistków i otoczona jest pierścieniowatym miodnikiem. Szyjka słupka na końcu zagięta.
OwoceSkórzaste lub mięsiste torebki, czasem podobne do jagód, okryte przez skórzasty, trwały kielich. Zawierają duże nasiona w liczbie od dwóch do 40.

## Systematyka
Rodzaj z podrodziny Petunioideae z rodziny psiankowatych (Solanaceae).
Wykaz gatunków
- Brunfelsia acunae Hadac
- Brunfelsia amazonica Morton
- Brunfelsia americana L. – brunfelsia amerykańska[8]
- Brunfelsia australis Benth.
- Brunfelsia bahiensis Benth.
- Brunfelsia boliviana Plowman
- Brunfelsia bonodora (Vell.) J.F.Macbr.
- Brunfelsia brasiliensis (Spreng.) L.B.Sm. & Downs
- Brunfelsia burchellii Plowman
- Brunfelsia cabiesesiana J.G.Graham
- Brunfelsia cestroides A.Rich.
- Brunfelsia chiricaspi Plowman
- Brunfelsia chocoensis Plowman
- Brunfelsia clandestina Plowman
- Brunfelsia clarensis Britton & P.Wilson
- Brunfelsia cuneifolia J.A.Schmidt
- Brunfelsia densifolia Krug & Urb.
- Brunfelsia dwyeri D'Arcy
- Brunfelsia grandiflora D.Don
- Brunfelsia grisebachii Amshoff
- Brunfelsia guianensis Benth.
- Brunfelsia hydrangeiformis  (Pohl) Benth.
- Brunfelsia imatacana Plowman
- Brunfelsia jamaicensis (Benth.) Griseb.
- Brunfelsia lactea Krug & Urb.
- Brunfelsia latifolia (Pohl) Benth.
- Brunfelsia linearis Ekman ex Urb.
- Brunfelsia macrocarpa Plowman
- Brunfelsia macroloba Urb.
- Brunfelsia maliformis Urb.
- Brunfelsia martiana Plowman
- Brunfelsia membranacea Urb.
- Brunfelsia mire Monach.
- Brunfelsia nitida Benth.
- Brunfelsia obovata Benth.
- Brunfelsia pauciflora (Cham. & Schltdl.) Benth. – brunfelsja skąpokwiatowa[9]
- Brunfelsia picardae Krug & Urb.
- Brunfelsia pilosa Plowman
- Brunfelsia plicata Urb.
- Brunfelsia plowmaniana Filipowicz & M.Nee
- Brunfelsia pluriflora Urb.
- Brunfelsia portoricensis Krug & Urb.
- Brunfelsia purpurea Griseb.
- Brunfelsia rupestris Plowman
- Brunfelsia shaferi Britton & P.Wilson
- Brunfelsia sinuata A.Rich.
- Brunfelsia splendida Urb.
- Brunfelsia undulata Sw.
- Brunfelsia uniflora (Pohl) D.Don